# Clossiana fasciata
Clossiana fasciata är en fjärilsart som beskrevs av Sheldon 1912. Clossiana fasciata ingår i släktet Clossiana och familjen praktfjärilar. Inga underarter finns listade i Catalogue of Life.